# Cetoscarus bicolor
Cetoscarus bicolor là một loài cá biển thuộc chi Cetoscarus trong họ Cá mó. Loài này được mô tả lần đầu tiên vào năm 1829.

## Từ nguyên
Từ định danh của loài được ghép bởi hai từ trong tiếng Latinh: bi ("hai") và color ("màu sắc"), hàm ý đề cập đến cá con có hai màu sắc nổi bật trên cơ thể (màu cam và đen).

## Phân loại học
Trước đây, C. bicolor được cho là có phạm vi phân bố rộng khắp khu vực Ấn Độ Dương - Thái Bình Dương. Do có sự khác biệt về mặt hình thái và di truyền nên quần thể này tách ra thành hai loài riêng biệt: quần thể C. bicolor thực sự có phạm vi giới hạn ở Biển Đỏ, và quần thể còn lại ở khu vực Ấn - Thái Dương thuộc về Cetoscarus ocellatus.
Tuy nhiên, dữ liệu phân tích di truyền cũng cho thấy, quần thể C. ocellatus ở Ấn Dương lại có sự khác biệt so với quần thể của chúng ở Thái Dương. Vì vậy, quần thể Ấn Dương nhiều khả năng là một loài riêng biệt, và dự kiến sẽ mang danh pháp là Cetoscarus nigropinnis trong tương lai.

## Phạm vi phân bố và môi trường sống
C. bicolor là một loài đặc hữu của Biển Đỏ. Chúng sống gần các rạn san hô viền bờ và rạn san hô trong các đầm phá, độ sâu tối thiểu được biết đến là 30 m.

## Mô tả
C. bicolor có chiều dài cơ thể tối đa được biết đến là 50 cm. Như những loài cá mó khác, C. bicolor là loài dị hình giới tính và lưỡng tính tiền nữ (cá đực là từ cá cái biến đổi giới tính mà thành). Vây đuôi bo tròn ở cá con nhưng lõm sâu (hình lưỡi liềm) ở cá trưởng thành.
Cá con và cá cái của C. bicolor khá giống với C. ocellatus về mặt hình thái. Cá con có màu trắng với một dải màu cam bao quanh đầu và mắt. Vây lưng có đốm đen viền cam ở trước. Vây đuôi có một vệt cam ở rìa sau. Cá cái có màu tím sẫm đến nâu đỏ, trừ vùng lưng có màu vàng lục.
Cá đực của hai loài đều có màu xanh lục lam với các vạch màu hồng hoặc da cam trên vảy. Tuy nhiên, chúng khác nhau ở kiểu hình của vây đuôi. Đuôi của C. bicolor có màu đỏ cam, trong khi đuôi của C. ocellatus được tô điểm bởi một dải hình lưỡi liềm màu hồng/cam và một dải cùng màu (nhưng nhỏ hơn) ở rìa.

## Sinh thái học
Thức ăn của C. bicolor chủ yếu là các loài tảo. Cá trưởng thành sống theo chế độ hậu cung, gồm những con cá cái cùng sống trong lãnh thổ của một con cá đực. Nếu con đực thống trị biến mất, con cái lớn nhất "chốn hậu cung" sẽ chuyển đổi giới tính và màu sắc để trở thành con đực.
Cá con của C. bicolor được thu thập cho việc buôn bán cá cảnh, trong khi cá trưởng thành thường được đánh bắt để làm thực phẩm, đặc biệt là ở bờ đông của Biển Đỏ.